# 乙酸铍
乙酸铍亦称醋酸铍，是铍的乙酸盐，化学式为Be(CH3COO)2。为白色片状固体。相对密度2.94。
可由碱式乙酸铍和冰乙酸与乙酰氯的混合物反应得到。
Be4O(CH3COO)6 + 2 CH3COCl + 2 CH3COOH → 4 Be(CH3COO)2 + 2 HCl + (CH3CO)2O
将其缓慢加热至60～100℃时，分解为碱式盐和乙酸酐；迅速加热则有部分分解为有毒的氧化铍粉尘。可溶于热水，并缓慢水解，同样会释放出氧化铍粉尘。

## 危险性
该物质的粉体与空气可形成爆炸性混合物，遇明火、高热或与氧化剂接触，有引起燃烧爆炸的危险。

### 毒性
吸入该物质可能引起急性铍中毒，可发生支气管炎、支气管肺炎，发生呼吸困难、发绀等；皮肤接触可引起接触性皮炎和过敏性皮炎；长期接触粉尘引起慢性铍肺。